# Anitamaria himalaica
Anitamaria himalaica is een keversoort uit de familie harige schimmelkevers (Cryptophagidae). De wetenschappelijke naam van de soort werd in 1998 gepubliceerd door Lyubarsky.